# Első Emelet
Az Első Emelet magyar könnyűzenei együttes. 1982-ben Budapesten alakult meg. Stílusát leginkább az újhullám és a szintipop határozta meg.

## Története

### A kezdetek
Az Első Emelet 1982-ben Budapesten alakult. Alapítói a Solaris együttesből átigazolt Kisszabó Gábor, Bogdán Csaba, és a Lobogó instrumentális zenekar billentyűse, Berkes Gábor. Pár napra rá csatlakozott Tereh István és Rausch Ferenc a Solaris zenekarból. A legendák szerint kb. 200 névből a Nagy Feró által javasolt zenekarnevet választották, mindenképp valamilyen meghökkentő névre volt szükség. Néhány nappal később Cser György énekesként lett tagja a zenekarnak. Az első koncertjük 1982. november 13-án a volt gödöllői Agrártudományi Egyetem pinceklubjában, ezt követte néhány nappal később a budapesti bemutatkozás a Fővárosi Művelődési Ház körtermében. A zenekar ekkoriban főleg egyetemi klubokban lépett fel. 1983. tavaszán Rausch Ferencet, akit behívtak, Tóth Vilmos (szintén ex-Solaris) váltotta fel. Első rádiófelvételük a Hol kapható c. dal.
Az első igazi megmérettetés nyáron következett. Az ekkoriban alakult, de már nagynevű R-GO nyári turnéján az Első Emelet volt az előzenekar, itt többezres tömeg előtt mutatkoztak be. A siker „túl nagy volt” egy előzenekarhoz képest, ezért csökkentették a műsoridejüket. Ezzel egy időben elkészültek a Rádió 8-as stúdiójában, ill. az LGM Stúdióban az első hangfelvételek. Az első kislemez is ebben az évben jelent meg, ezen még Cser György énekelt, majd a sok feszültség miatt egy Kandó kollégiumi koncert előtt távozott a zenekarból. A zenekar énekest keresett, a választás az Óceán együttes frontemberére, Patkó Bélára (Kiki) esett. 1983  telén még egy csere történt, Tóth Vili helyére Szentmihályi Gábor (Michel) került a dobokhoz, ebben a felállásban zenéltek 1987-ig.

### Sikeres évek
Az 1984. tavaszi Pop-Meccs gálán az „Év ígérete” díjat kapták. április 29-én a KeK bulira meghívták a Magyar Hanglemezgyártó Vállalattól Wilpert Imrét, akit a telt házas koncert és a hatalmas siker meggyőzött arról, hogy lemezszerződést kínáljon a csapatnak. „Együtt sírunk, együtt nevetünk – gyerekek, ebből lemez lesz.” Ezzel, az azóta sokat emlegetett mondattal kérte fel a zenekar tagjait, hogy készítsék el első nagylemezüket. A dalok szövegét Geszti Péter írta, aki a Dadogós Break sikere után teljesen átvette ezt a szerepet. Az akkori jellegzetes Első Emelet-betűtípus ötlete Kozma Péteré volt, aki grafikusként segítette a zenekart, majd később Fazekas Zsolttal néhány videóklip és koncert rögzítésére is sor került. A bemutatkozó album 1984 őszén jelent meg, a lemezbemutató koncertet az Almássy téri Szabadidőközpontban tartották, ahol a csapat ezek után gyakran megfordult. Több telt házas koncertet adtak. Ősszel az NDK-ban is felléptek.
1985 tavaszán már több közönségdíjjal is büszkélkedhetett az együttes. Márciusban Budapesten adott két koncertet a Kaja’s-re redukálódott Kajagoogoo. Előzenekarnak meghívták az Emeletet. Ezután jelent meg a második kislemez. Májusban a Budapesten koncertező Dire Straits zenekar. Fiatal és színes zenekart kerestek, hogy szerepeljenek a Money for Nothing című videóklipjükben. Az Első Emeletre esett a választásuk. A videóklip elnyerte az MTV Video Music Awards díjkiosztón a legjobb videó és legjobb zenekari videó díját. Az első album ezekben az időkben elérte a 100 ezres példányszámot, annak ellenére, hogy Victor Máté elég negatív kritikát alkotott az albumról. Az első aranylemez átvétele ezek után történt az agárdi Popstrandon, ahol az együttes elkezdte a zenekari napok programsorozatát, melyet később többen is követtek.
1985 nyarán az áprilisban megnyitott Petőfi Csarnokban forgatták a Linda című sorozat egyik részét az együttes koncertjén. Ez év őszén Svájcban léptek fel. A genfi rádióban élő koncertet is adtak. Majd itthon megjelent a második lemez. 1986 februárjában a Pop Meccs gálán három első helyet gyűjtött be a csapat, majd Jugoszláviában is felléptek. A Tessék Választani című fesztiválon is felléptek, de az illetékesek az Állj vagy lövök című dalt, csak Állj mert jövök címmel engedték bemutatni. Nyáron aranylemez lett a második album is. Ősszel a harmadik album is megjelent. Ezek után egy ötven előadásos turné kezdődött, melyen „Linda” (Görbe Nóra) volt a vendég.
1987 januárjában a turné előkészülete alatt, egyik hétvégi zenei TV műsorból tudták meg a tagok, hogy Kisszabó és Tereh elhagyták a zenekart, és a Step együttesben folytatják. Mivel semmilyen előzménye nem volt, sokként érte őket a hír, így hirtelen kellett dönteniük – hiszen a turnédátumok megvoltak. Oláh Ali és Gay Tamás billentyűs kísérte őket a turnén.  Az elkövetkezendő időszakban a manageri feladatokat Tereh távozása után Zákonyi S. Tamás látta el 1990-ig. Ő a film világából érkezett, de remekül tudott együttműködni a zenekarral. Tavasszal egy tizenegy állomásból álló turnéba kezdtek. Összesen 33 000 néző látta őket. Ez volt a zenekar legsikeresebb turnéja. Ezt egy turnéfilmen örökítették meg. Tavasszal a harmadik lemezük is aranylemez lett, majd ősszel megjelent a negyedik nagylemez. Az évet a KEK-koncerttel zárták, melyet a televízió is közvetített.1988-ban tizenegy díjat gyűjtöttek a Pop Meccsen, majd újabb koncertturnéba kezdtek, melyet a Turné '88 c. lemezen is kiadtak, majd megjelent a Naplemez című stúdióalbum. Ez volt az első lemezük, mely CD-n is megjelent. Ősszel, Kisszabó Gábor hivatalosan visszatért a zenekarba. Így ő  lett a régi-új basszusgitáros, ezért 1989-ben a négytagú Első Emelet létszáma ötre bővült. Ez lett a klasszikus ötös felállás.
Közben a hetedik album, a Vadkelet is elkészült. A Popmeccsen nyolc első hellyel csúcsot állítottak fel, majd Csehszlovákia magyarlakta településein koncerteztek. Az első koncert Füleken volt, ahol 5000 ember előtt álltak színpadra. Az Esti Hírlap szavazásán az év végén az „Év zenekara” címet is elnyerték, majd megjelent az Első az emelet(?) című könyv Zétényi Zoltán Archiválva 2023. február 10-i dátummal a Wayback Machine-ben tollából. 1990 tavaszán a Proton Hanglemezkiadónál jelent meg a Kis generáció című lemez. De mielőtt ez megtörtént volna, Michel kilépett a zenekarból, mert más zenekarokban is szeretett volna zenélni, de ezzel a kiadó illetve a zenekar tagjai sem értettek egyet. Mire Szörényi Örs csatlakozott a csapathoz, a Kis generáció album készen volt, így Örsnek nem sok közös élmény jutott a zenekarral. Élő koncerteket ebben az évben már nem adtak, még a VSZM Közösségi Házban tartottak klub- és sportnapokat. Ez volt a levelezési cím, és a csapat próbahelye is. 1990-től a zenekar maga intézte ügyeit, hivatalosan Bogdán Csaba volt a zenekarvezető.

### Szünet és újrakezdés
Az Első Emelet utoljára Oláh Ali emlékkoncertjén játszott 1992 nyarán, majd mindenki saját útján folytatta a zenei karrierjét. Berkes és Michel Geszti Péterrel megalakította a Rapülők zenekart, majd megalakult az Emberek zenekar. Kisszabó albumán Berkes és Bogdán Csaba dolgozott. Kiki szintén Bogdán Csabival készítette szólólemezét és az albumot Kisszabó Gábor irányítása alatt adták ki. 1997-ben megjelent a Best of lemez, és egy válogatás CD Dance Party az Emeleten címmel, ahol ismert előadók dolgozták fel az együttes slágereit. Öt év szünet után 1997-ben, egy telt házas Budapest Sportcsarnokbeli koncerttel tértek vissza, majd 2003-ban a siófoki Sport1 Fesztiválon és 2007-ben Kiki jubileumi koncertjén a Művészetek Palotájában állt össze újra a csapat pár dal erejéig, melyet a televízió is rögzített.
2007-ben megjelent az első DVD, mely klipeket, koncertrészleteket és werkfilmet is tartalmaz. A második DVD 2009 őszére várható. A 25 éves évfordulót (Szentmihályi Gábor helyett Hastó Zsolt dobossal) 2008. február 9-én a SYMA csarnokban, több ezres tömeg előtt ünnepelte az Első Emelet, majd több kiemelt rendezvényen jelent meg és aratott sikert, régi és új rajongótábor előtt. A sikeres koncertet követően 2008. május 8-án Miskolcon a Miskolci Egyetemi Napok (MEN) keretében egy újabb koncert következett. A koncertet követő beszélgetések során elhangzott, hogy a „feltörekvő zenekar” további fellépéseket tervez. 2008. szeptember 13-án újra színpadra léptek Nyíregyházán: a gyümölcsfesztivál programjában, követve a korábbi évek sztárelőadóit, 2008-ban az Első Emelet játszott. 2009-ben több állomásból álló koncertet is adnak szerte az országban. Bogdán Csaba egyéb elfoglaltságai miatt nem tudta vállalni a zenekarral való munkát, így Kelemen Tamás lett a zenekar gitárosa. 2009 őszén megszületett az elhatározás, hogy a zenekar új dalokat fog írni. A csapat 2010 elején "alkotó táborba" vonult és 3 új dal készült. A dalok szövegét a korábbi sikerekhez hasonlóan Geszti Péter írta. A 2010-es évben az együttes úgy döntött, hogy a megújulást több területen is végig viszi. Így született meg az új honlap a www.elsoemeletlive.com, ami azóta már nem létező webcím. (A zenekar korábbi éveit a www.elsoemelet.hu emlékoldalon gyűjtötték össze.). Mind a közönség, mind a média örömmel fogadta az új dalokat, azt bizonyítja az is, hogy a júliusban felkerült a NeoPremier Top10-be. 2010-ben több mint 20 koncertet adtak határon belül és túl, továbbá várható egy új CD mely tartalmazni fogja az új dalokat és új hangzással a sikeres régi dalok közül néhányat.

### Megszűnése
A zenekar harmincadik évében, 2013. december 28-án a Papp László Budapest Sportarénában adtak koncertet, mint a zenekar utolsó koncertjét.[forrás?]

## Folytatás
Négy évvel később Berkes és Kiki egy beszélgetés során megállapították, hogy hiányzik a közös zenélés és szívesen folytatnák. Ekkor megkeresték Bogdán Csabát és Kisszabó Gábort, hogy lenne-e kedvük újra zenélni, de ők más munkájuk miatt elzárkóztak ettől, így a már korábban is velük együtt zenélő fiatal zenészekkel, (Hastó Zsolt, Kelemen Tamás) Emelet néven újra kezdtek turnézni, ápolva az Első Emelet zenei örökségét, modernebb hangzással lépnek színpadra.  De nem csak zeneileg újultak meg. A korábbi tipográfiát is lecserélték egy újra, ezzel is jelezve, hogy egy új korszak kezdődött a zenekar életében.

## Első Emelet 40
2022-ben az együttes megalakulásának 40. évfordulója alkalmából jubileumi turnéra indult, amin újra együtt játszik az Első Emelet keretein belül három őstag (Kiki, Berkes Gábor, Szentmihályi Gábor), akik Hastó Zsolttal és Kelemen Tamással kiegészülve járják az országot. 2022-től már újra Első Emelet néven. Új hivatalos weboldallal. www.elsoemelet.com
2022. december 28-án, 2 az egyben születésnapi nagykoncertet adtak a Budapest Sportarénában a Broadway.hu rendezésében. Első Emelet 40. Berkes 60., ezt a két születésnapot ünnepelték nagy sikerrel teltház előtt. Jó hangulat, látványos előadás volt. Ehhez kapcsolódó linkek: recorder.blog.hu, index.hu, blikk.hu
Négy formációt láthatott a közönség, a Papp László Budapest Sportarénában.
A jelenleg és a jövőben is koncertező Első Emelet zenekar t,
Berkes Gábor 60. születésnapja alkalmából az Emberek, és a Rapülők zenekart, és a koncert végén pedig az Első Emelet 40. a klasszikus ötös felállás lépett színpadra.

## Első Emelet – NegyvenPlusz
A december 28-án megtartott jubileumi koncert után, az utóbbi években is zenélő formáció ( Patkó Béla Kiki, Berkes Gábor, Szentmihályi Gábor, Hastó Zsolt és Kelemen Tamás, Giret Gábor basszusgitárossal kiegészülve) folytatják tovább a zenélést. Mivel a zenekar "betöltötte" fennállásának 40. évét, a 2023-as évet Első Emelet NegyvenPlusz elnevezésű turnéval vágnak neki a nyári koncertezésnek.

## Tagok
- Berkes Gábor – billentyűs hangszerek, vokál (1982 – napjainkig)
- Patkó Béla Kiki – ének (1983 – napjainkig)
- Szentmihályi Gábor – dob (1983–1990 / 2022 – napjainkig)
- Bogdán Csaba – gitár, billentyűs hangszerek, vokál (1982 – 2008, 2013, 2022)
- Kisszabó Gábor – basszusgitár, gitár, vokál (1982–1986 / 2008–2013, 2022)
- Hastó Zsolt – dob (2008 – napjainkig)
- Kelemen Tamás – gitár (2009 – napjainkig)
- Giret Gábor – basszusgitár (2023 – napjainkig)
- Rausch Ferenc – dob (1982–1983)
- Cser György – ének (1982)
- Tóth Vilmos – dob (1983)
- Szörényi Örs – dob (1990)
- Tereh István – manager (1982–1986 / 2008–2013)
- Zákonyi S. Tamás – manager (1987–1990)

## Diszkográfia

### Stúdióalbumok, válogatások
| Cím                           | Formátum | Kiadás éve        | Katalógus szám                          | Label                       |  |
| ----------------------------- | -------- | ----------------- | --------------------------------------- | --------------------------- |  |
| Első Emelet 1                 | LP MC CD | 1984 2004         | SLPM 17874 MK 17874 HCD 17874           | Start Hungaroton            |  |
| Első Emelet 2                 | LP MC CD | 1985 2004         | SLPM 17976 MK 17976 HCD 17976           | Start Hungaroton            |  |
| Első Emelet 3                 | LP MC CD | 1986 2004         | SLPM 37036 MK 37036 HCD 37036           | Start Hungaroton            |  |
| Első Emelet 4                 | LP MC CD | 1987 2004         | SLPM 37100 MK 37100 HCD 37100           | Favorit Hungaroton          |  |
| Turné '88                     | LP MC    | 1988              | SLPM 37163 MK 37163                     | Favorit                     |  |
| Naplemez                      | LP MC CD | 1988 1989 2005 RE | SLPM 37202 MK 37202 HCD 37252 HCD 37202 | Favorit Hungaroton          |  |
| Vadkelet                      | LP MC CD | 1989 2005         | SLPM 37312 MK 37312 HCD 37312           | Favorit Hungaroton          |  |
| Kis generáció                 | LP MC CD | 1990 2008         | LP 0040 PR 0040 PMR 234967 2            | Proton Private Moon Records |  |
| Best of Első Emelet           | CD MC    | 1997              | HCD 37878 MK 37878                      | Gong                        |  |
| Megyek a szívem után          | CD       | 2010              | EE 30                                   | Dancemix Records            |  |
| Olyan Ő - Bagossy Bros. cover | Single   | 2020              | EE                                      | BRC                         |  |
| Szépek Szépe Balladája        | Single   | 2021              | EE                                      | BRC                         |  |
| Útitárs                       | Single   | 2022              | EE                                      | BRC                         |  |
| Boldog Karácsonyt! -2023      | Single   | 2023              | EE                                      | BRC                         |  |

### Kislemezek
| Előadó                           | A oldal                              | B oldal            | Formátum | Label      | Év   | Katalógus szám |
| -------------------------------- | ------------------------------------ | ------------------ | -------- | ---------- | ---- | -------------- |
| Első Emelet                      | Amerika – 3:41                       | Noteszember – 2:16 | SP       | Start      | 1983 | SPS 70583      |
| Első Emelet                      | A kenguru jobb horga – 4:57          | Álmatlanul – 3:40  | SP       | Start      | 1985 | SPS 70673      |
| Napoleon Boulevard / Első Emelet | Júlia nem akar a földön járni – 3:33 | Látszat – 3:36     | SP       | Hungaroton | 1988 | SPS 70802      |

## Az együttes válogatás, és feldolgozás lemezeken
- TOP 15 (1984)
- POP TARI TOP (1985)
- FAVORIT 84 (1985)
- POP TARI TOP (1986)
- POP TARI TOP (1987)
- Szívdobbanás (1987)
- Ballag a katona (1988)
- POP TARI TOP 87 (1988)
- POP TARI TOP 88 (1989)
- Három Kívánság (1990)
- POP TARI TOP 89 (1990)
- POP TARI TOP 90 (1991)
- Dance Party az első emeleten (1997)
- Ágnes Vanilla (1999)
- Alvin és a mókusok (2001)
- Sláger Slágerek 5. (2004)
- NAGY HÁZIBULI (2005)
- Retro Poptarisztnya (2007)
- A nagy Retro mix album (2007)

## DVD
- Első Emelet Best of 1 (2007)